# Wherever I Lay My Hat (That’s My Home)
Wherever I Lay My Hat (That’s My Home) ist ein von Marvin Gaye, Barrett Strong und Norman Whitfield geschriebenes Lied, das im Dezember 1962 erstmals von Gaye aufgenommen wurde und auch als B-Seite seines 1969 erschienenen Hits Too Busy Thinking ’Bout My Baby erschien. Im Juli 1983 war Paul Youngs Version des Songs für drei Wochen auf Platz eins im Vereinigten Königreich und in Irland.

## Version von Paul Young
Bei der Version von Paul Young, die auf dem Album No Parlez erschien, spielte Pino Palladino den Fretless Bass. Laut Young schickte das Label ihm vor der Produktion des Albums eine Reihe von Songs, die er für zu komplex hielt. Er sagte: „Ich möchte nur eine einfache Drei-Akkorde-Nummer mit einer Melodie.“ Er erinnerte sich an den B-Side-Track von Marvin Gaye, den er mit 14 hörte, fand eine Aufnahme und beschloss, den Song zu verwenden, wobei er das Lied allerdings verlangsamte und dem Gesang mehr Melancholie hinzufügte.
Das Lied wurde von Laurie Latham produziert, der um ein Intro für das Lied bat. Palladino zitierte die Fagottmelodie bei der Eröffnung von Strawinskys Le sacre du printemps in der einleitenden Basslinie. Palladino hielt jedoch die Basslinie in der Aufnahme für zu laut und verstimmt. Der Keyboarder Ian Kewley fügte dem Song ein Keyboardmotiv hinzu. Schließlich wurde dann entschieden, dass der Song als Single veröffentlicht werden sollte.

### Rezeption
Neben den Nummer-eins-Positionen in Großbritannien und Irland erreichte das Stück Platz 19 in Deutschland und Platz 70 in den USA. Paul Young bot den Song am 17. Dezember 1983 bei Thommys Pop Show extra in der Westfalenhalle Dortmund dar. Der Song wurde später in dem 1986 erschienenen Film Ruthless People (deutsch: Die unglaubliche Entführung der verrückten Mrs. Stone) und auf dem dazugehörigen Soundtrackalbum verwendet.
Retrospektiv schrieb der Allmusic-Journalist Dave Thompson, dass die Version des Songs von Young „die Münder vor Erstaunen offen stehen“ ließe. Er beschrieb den Song als „eine leidenschaftliche Interpretation dessen, was – bei aller Fairness – in keiner Weise zu Marvin Gayes besten Darbietungen gehört.“

### Chartplatzierungen
| ChartsChartplatzierungen       | Höchstplatzierung | Wochen |
| ------------------------------ | ----------------- | ------ |
| Deutschland (GfK)              | 19 (19 Wo.)       | 19     |
| Vereinigte Staaten (Billboard) | 70 (7 Wo.)        | 7      |
| Vereinigtes Königreich (OCC)   | 1 (16 Wo.)        | 16     |

| ChartsJahrescharts (1983)    | Platzierung |
| ---------------------------- | ----------- |
| Vereinigtes Königreich (OCC) | 14          |

### Auszeichnungen für Musikverkäufe
| Land/Region                  | Auszeichnungen für Musikverkäufe (Land/Region, Auszeichnung, Verkäufe) | Verkäufe |
| ---------------------------- | ---------------------------------------------------------------------- | -------- |
| Vereinigtes Königreich (BPI) | Gold                                                                   | 500.000  |
| Insgesamt                    | 1× Gold ·                                                              | 500.000  |